# Saltinho (kommun i Brasilien, Santa Catarina)
Saltinho är en kommun i Brasilien.   Den ligger i delstaten Santa Catarina, i den södra delen av landet, 1 300 km söder om huvudstaden Brasília. Antalet invånare är 3 961.
Omgivningarna runt Saltinho är en mosaik av jordbruksmark och naturlig växtlighet. Runt Saltinho är det ganska glesbefolkat, med 25 invånare per kvadratkilometer.